# Jobs tårar

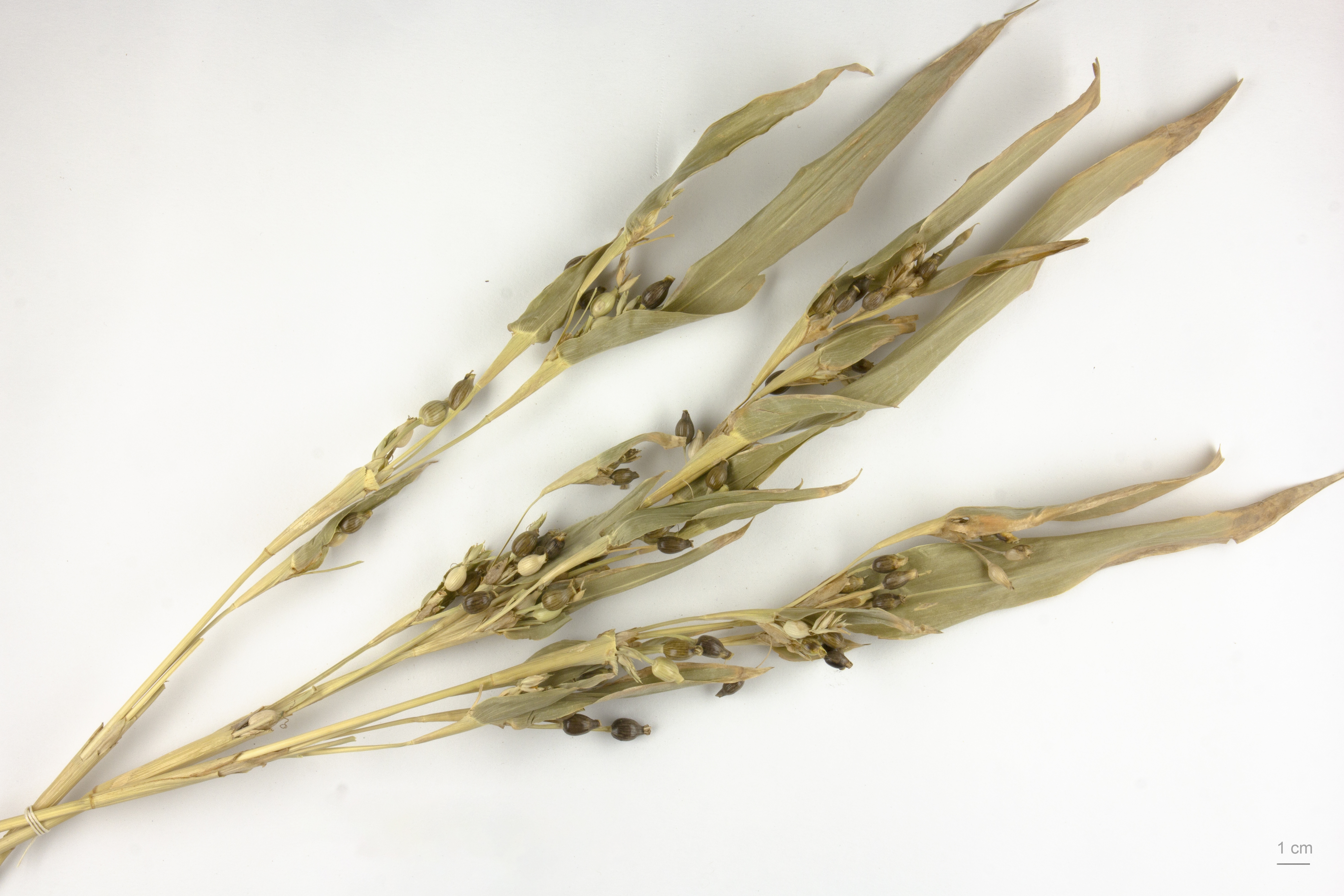
Coix lacryma-jobi

Jobs tårar (Coix lacryma-jobi), Pärlkorn, adlay eller adlai, är en hög  tropisk växt i familjen gräs som förekommer naturligt i Östasien och på Malackahalvön, men också odlas i trädgårdar som en ettårig växt. Den har också naturaliserats i södra USA och Nya världens tropiker. Jobs tårar säljs också ofta, men vilseledande, som Kinesiskt pärlkorn i asiatiska mataffärer, trots att Coix lacryma-jobi inte tillhör samma släkte som korn.
Två varianter av släktet förekommer vid odling. Coix lacryma-jobi var. lacryma-jobi vars skenfrukter har ett mycket hårt, pärlvitt skal och är ovala till formen. Dessa används som pärlor till radband, halsband och andra föremål. Coix lacryma-jobi var. ma-yuen odlas som spannmål, och har även medicinsk användning i delar av Asien.

## Etymologi
Jobs tårar har olika namn i olika språk:
- Kinesiska: Växten kallas chuān gǔ (川穀) eller yì yǐ (薏苡). Grynen kallas yì mǐ (薏米) eller yì rén (薏仁).
- Vietnamesiska: bo bo, hột bo bo (hột betyder "frö"), cườm gạo, eller ý dĩ (härlett från kinesiskans 薏苡)
- Japanska: juzudama (数珠玉 eller ジュズダマ) eller hatomugi (鳩麦 or ハトムギ)
- Koreanska: yulmu (율무) i

## Användning
Över hela Östasien finns grynen från Jobs tårar i torkad form, dessa tillagas genom kokning. Grynen är vanligen sfäriska med en fördjupning i ena änden, och polerade vita. I Japan förekommer även opolerade yuuki hatomugi, som är bruna till färgen.
I Korea görs en tjock dryck kallad yulmu cha (율무차, bokstavligen "te på Jobs tårar") av pulvriserade gryn. Också i kinesisk kokkonst finns en liknande dryck, kallad yì mí shǔi (薏米水). Denna framställs genom att hela gryn får sjuda i vatten, varefter den tunna, vitaktiga vätskan sötas. Grynen silas vanligen från vätskan, men kan också ätas, både separat eller tillsammans.
Både i Korea och Kina destilleras spritdrycker av grynen. Ett exempel är en koreansk dryck kallad okroju (hanja: 玉露酒), som görs av ris och Jobs tårar. I Japan görs en lagrad vinäger av grynen .
I södra Vietnam finns en söt, kall soppa kallad sâm bổ lượng, där Jobs tårar är en av ingredienserna. Denna rätt kommer från sydkinesiska  tong sui, kallad qīng bǔ liáng (清補涼; Kantonesiska: ching1 bou2 leung4).
Jobs tårar används också tillsammans med andra örter i traditionell kinesisk medicin.